# Luncavița (gmina w okręgu Caraș-Severin)
Gmina Luncavița – gmina w okręgu Caraș-Severin w zachodniej Rumunii. Zamieszkuje ją 2613 osób. W skład gminy wchodzą miejscowości Luncavița i Verendin. 